# Falles d'Elda
Les Falles d'Elda són unes festes que se celebren anualment a la ciutat d'Elda (Vinalopó Mitjà). La seua celebració té lloc la tercera setmana de setembre, i consisteix en la plantada i posterior crema de monuments artístics de fusta i cartó. Els monuments solen constar d'una alta estructura central de fusta, i estan enfocats sobre un lema. Estan plens de ninots de cartó i poliuretà que fan referència a llocs, actes i personatges d'actualitat, els quals estan acompanyats per cartells amb una crítica satírica en to d'humor i protesta.

## Història

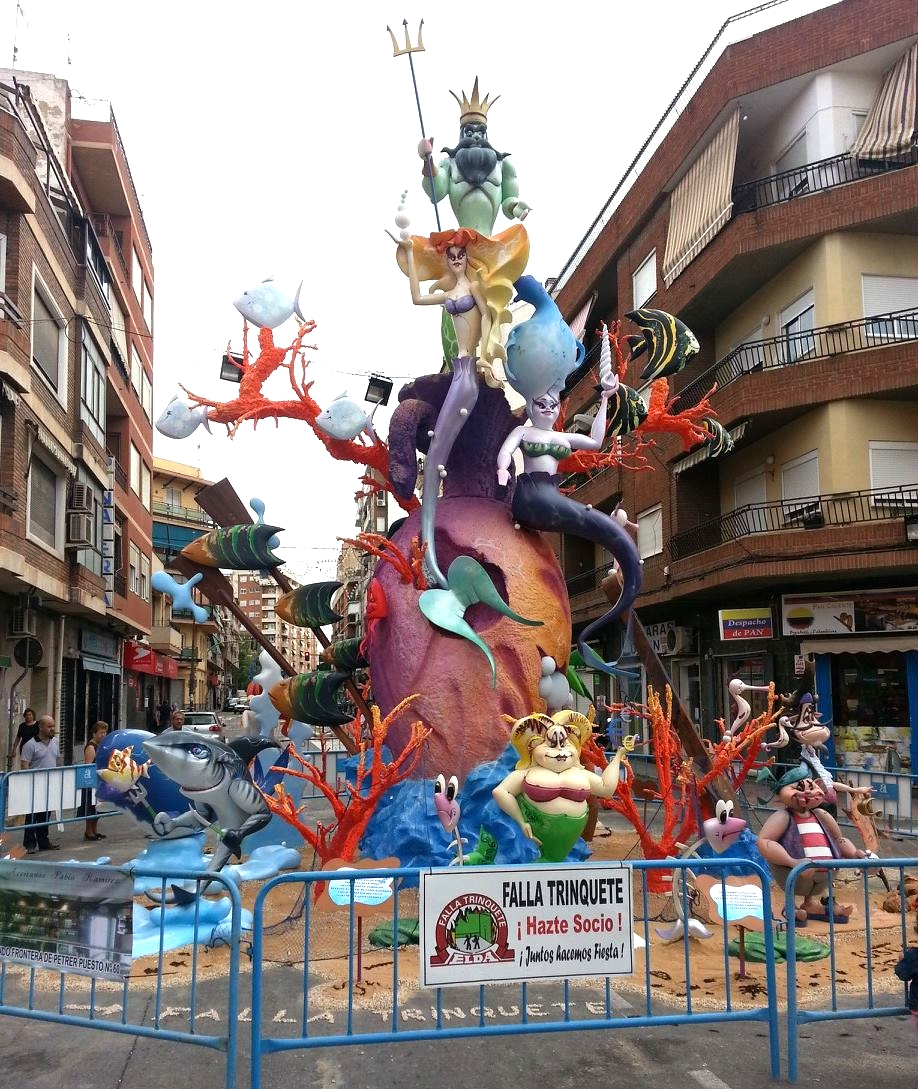
Monument faller a El Trinquete.

Al País Valencià són molt tradicionals les celebracions i festivitats on tenen a veure el foc i la pólvora. Aquestes celebracions tenen un origen ancestral, atès que en l'antiguitat era molt comú festejar els solsticis i equinoccis solars amb actes relatius al foc. A València solen celebrar amb les falles l'arribada de la primavera, mentre que a Alacant se celebra amb les fogueres l'arribada de l'estiu.
L'origen d'aquestes festes a Elda es remunta a les Fogueres de Sant Joan. Tradicionalment en aquesta data, la vespra del 24 de juny, els veïns d'Elda solien encendre les seues fogueres. Va ser en la dècada dels anys 20, quan Elda vivia un impuls econòmic i social important, quan comencen a plantar-se els primers monuments per celebrar aquesta festivitat.
No obstant això, a partir de 1936, amb l'arribada de la Guerra Civil Espanyola, aquests actes van desaparéixer de la ciutat fins que el 1949 un grup de veïns del Carrer Trinquete, va decidir reprendre la tradició. Anys més tard, diversos grups, entre els quals cal afegir l'ajuda del setmanari Valle d'Elda, van aconseguir que l'any 1958 es creara la Junta Central de Fallas de San Pedro, de manera que es va iniciar aquesta festivitat de manera oficial.
Anys més tard es va decidir canviar la data de la festivitat des de Sant Pere (29 de juny) a la segona setmana del mes de setembre, ja que així quedarien lligades com a continuïtat de les Festes Majors que se celebren uns dies abans. El patró també va passar a ser Sant Crispí. D'aquesta manera, les Falles d'Elda es van convertir en les últimes que se celebren al País Valencià, i les úniques que tenen lloc prop de l'equinocci de tardor, com a comiat de l'estiu.

## La Festa

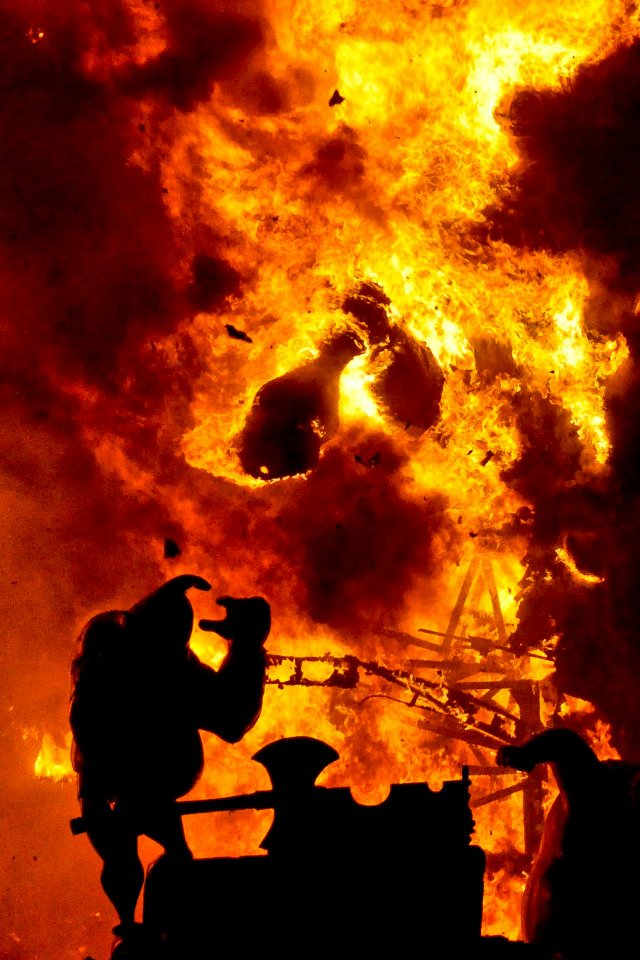
Falla d'Elda en la nit del foc.

Les Falles tenen lloc durant la segona setmana completa de setembre, i duren de dimecres a diumenge. No obstant això, els actes oficials comencen l'últim cap de setmana d'agost, amb la romeria en què es trasllada als patrons de les festes, Sant Crispí i Sant Crispinià, des de la seua ermita fins a la Parròquia de la Immaculada. Els actes de la festa són els següents:
Dimecres:
- 23.00 Pregó des de la balconada de l'Ajuntament. Cridà de les Falleres Majors. Plantada de monument oficial i de falles de gran envergadura

Dijous:
- 24.00 Plantà de la resta de monuments fallers durant la matinada.

Divendres:
- 10.00 Visita del jurat qualificador a totes les falles.
- 19.30 Lliurament de premis a l'Ajuntament.
- 20.45 Cavalcada del Ninot, des de l'Aj. fins a la Plaça Castelar.
- 24.00 Visita de la Junta Central a la falla a la qual pertanya la Fallera Major Infantil.

Dissabte:
- 08.00 Despertà als diferents barris.
- 11.30 Recepció a la seu de la Junta Central, per part de les falleres majors, als càrrecs de totes les comissions.
- 18.00 Recepció de la Junta Central a les delegacions convidades.
- 20.30 Ofrena Floral als patrons de la ciutat, amb desfilada des de Plaza Castelar fins a l'Església de Santa Ana.
- 24.00 Visita de la Junta Central a la falla a la qual pertanya la Fallera Major.

Diumenge:
- 08.00 Despertà als diferents barris.
- 12.00 Assistència de falleres i les seues dames d'honor a la cremà de monuments creats per jubilats en diversos geriàtrics de la ciutat.
- 13.30 Mascletà fallera a la Plaça Castelar.
- 19.30 Processó solemne en honor dels sants patrons de les festes, Sant Crispí i Sant Crispinià.
- 23.00 Cremà de la falla oficial d'Elda.
- 24:00 Cremà de totes les falles.

Cal destacar que a l'entorn de cadascuna de les falles, igual que ocorre amb les Festes Majors, es realitzen tot tipus d'actes extraoficials. Cada barri organitza cercaviles i bandes de música en la recepció de les falleres, s'organitzen concursos gastronòmics, gatxamigues, paelles, barbacoes, sortejos, revetlles populars i tot tipus d'actes per amenitzar la convivència dels veïns al carrer, al voltant del lloc on es troba plantada cadascuna de les falles.

## Comissions
Les falles són unes festes fetes fonamentalment per les comissions. Aquestes són les agrupacions que dirigeixen les diferents falles, dels diferents barris, així com els actes particulars que es desenvolupen en cadascun d'ells. Actualment, Elda disposa de 10 comissions falleres:
- Falla Trinquete
- Falla Estación
- Falla El Huerto
- Falla Huerta Nueva
- Falla José Antonio - Las 300
- Falla Fraternidad
- Falla Zona Centro
- Falla San Francisco de Sales
- Falla Ronda - San Pascual
- Falla Oficial